# Anton Karlsson (ishockeyspelare)
Erik Anton Karlsson, född 20 maj 1993 i Vetlanda, är en svensk professionell ishockeyspelare som spelar för Kalevan Pallo i Liiga. Karlsson började spela ishockey i moderklubben Boro/Vetlanda HC och gick sedan via Tingsryds AIF till Linköping HC:s juniorverksamhet. Han vann SM-guld med Linköpings J20-lag 2012. Inför säsongen 2013/14 skrev han kontrakt med Linköpings seniorlag, men blev under hela säsongen utlånad till Mora IK i Hockeyallsvenskan. Han hade sedan tidigare också som utlånad spelat ett antal matcher för Tranås AIF och HC Vita Hästen i Hockeyettan.
Mellan säsongerna 2014/15 och 2018/19 var han ordinarie i Linköping HC. 2019 lämnade han Sverige för spel i Nordamerika med Cleveland Monsters i AHL. Säsongen därpå återvände han till SHL och spelade inledningsvis för HV71, innan han i februari 2021 återvände till Linköping. Sedan säsongen 2021/22 har Karlsson spelat utrikes. Först spelade han en säsong för österrikiska Vienna Capitals i ICEHL, innan han i augusti 2022 anslöt till den finska klubben Kalevan Pallo i Liiga där han tillbringade två säsonger. Säsongen 2024/25 tillhörde han norska Vålerenga Ishockey i EHL, innan han återvände till Kalevan Pallo.

## Karriär

### 2010–2019: Linköping HC
Karlsson gick från Tingsryds AIF:s juniorverksamhet till Linköping HC:s juniorlag inför säsongen 2010/11. Säsongen därpå tillbringade han främst med Linköping J20. Han spelade också två matcher för Tranås AIF i Hockeyettan. Med Linköpings J20-lag vann han SM-guld, sedan man besegrat HV71 i finalen med 2–3. Även säsongen 2012/13 spelade Karlsson främst i J20-laget. Under två matcher blev han återigen utlånad till Hockeyettan, denna gång till HC Vita Hästen. Den 12 februari 2013 spelade han sin första A-lagsmatch med Linköping i SHL. Under sommaren 2013 skrev han på ett ettårsavtal med Linköping, men lånades under säsongen 2013/14 ut till Mora IK i Hockeyallsvenskan. Karlsson spelade sin första match i Hockeyallsvenskan den 12 september 2013. Den 16 oktober samma år gjorde han sin första poäng i serien då han assisterad till ett mål av Mattias Beck i en 4–2-förlust mot Malmö Redhawks. Dagen därpå förlängde han sitt avtal med Linköping med ytterligare två säsonger. På 52 grundseriematcher med Mora noterades Karlsson för tre assistpoäng.
Inför säsongen 2014/15 återvände Karlsson till Linköping för spel i SHL. Den 27 september 2014 noterades han för sin första SHL-poäng då han gjorde en assist till ett mål av Chad Kolarik i en 4–3-förlust mot Brynäs IF. Över 50 grundseriematcher stod han för totalt fyra assistpoäng. I serietabellen slutade Linköping på fjärde plats och slog sedan ut HV71 med 4–2 i matcher i SM-slutspelets kvartsfinalserie. Därefter föll laget mot Skellefteå AIK med 4–1 i semifinalserien. Karlsson gick poänglös ur samtliga elva matcher.
I september 2015, inför säsongen 2015/16, förlängde Karlsson sitt kontrakt med Linköping med ytterligare ett år. Han missade de två inledande matcherna av grundserien på grund av skada. I sin comeback den 25 september 2015 gjorde han sitt första SHL-mål, på Adam Reideborn, i en match mot Modo Hockey. Säsongen blev Karlssons poängmässigt bästa dittills då han på 56 matcher – inklusive slutspelet – noterades för tio poäng (fyra mål, sex assist). Han gjorde sina två första poäng i slutspelssammanhang i kvartsfinalserien mot Växjö Lakers Hockey, som man dock förlorade med 4–2 i matcher. Säsongen därpå slog han sitt personliga poängrekord i SHL då han stod för elva poäng (två mål, nio assist) på 48 grundseriematcher. Även denna säsong slogs laget ut i kvartsfinal med 4–2 i matcher, denna gång mot Brynäs IF.
I början av april 2017 meddelades det att Karlsson förlängt sitt avtal med Linköping HC med två år. Den 10 mars 2018, i grundseriens sista omgång, spelade Karlsson sin 200:e grundseriematch för Linköping. Efter en match mot Djurgårdens IF i februari 2019 meddelades det att Karlsson stängts av från spel i fem matcher sedan han tacklat motståndaren Henrik Eriksson. Kort därefter meddelade Linköping HC att man överklagat avstängningen till Riksidrottsnämnden, som den 1 mars 2019 bekräftade att avstängningen skulle kvarstå. På 47 grundseriematcher noterades Karlsson för 13 poäng (fyra mål, nio assist) – hans poängmässigt främsta grundserie i SHL dittills. Karlsson var också den spelare i Linköping som drog på sig flest utvisningsminuter under säsongen (51).

### Från 2019: Spel utomlands
I maj 2019 bekräftades det att Karlsson lämnat Linköping för spel i Nordamerika med Cleveland Monsters i AHL. Han gjorde AHL-debut i en 5–6-förlust mot Toronto Marlies den 10 oktober 2019. I den efterföljande matchen, den 25 oktober, noterades han för sitt första mål i AHL, på Collin Delia, i en 7–1-seger mot Rockford Icehogs. Totalt noterades han för två mål och nio assistpoäng på 52 grundseriematcher för Monsters.
Den 15 september 2020 meddelades det att Karlsson återvänt till Sverige och skrivit ett ettårsavtal med HV71 i SHL. Efter att ha spelat 30 grundseriematcher för klubben meddelades det den 3 februari 2021 att Karlsson återvänt till Linköping HC, med vilka han skrivit ett avtal för återstoden av säsongen. Efter säsongens slut fick Karlsson inget förnyat kontrakt med Linköping. Den 17 augusti 2021 meddelades det att han skrivit ett try out-avtal med Färjestad BK. Efter att ha misslyckats att ta en plats i laget bekräftades det den 21 september samma år att han skrivit ett ettårskontrakt med den österrikiska klubben Vienna Capitals i ICEHL. Karlsson spelade 42 grundseriematcher för klubben, som i slutspelet slogs ut av EC Red Bull Salzburg i semifinalserien.
Den 27 augusti 2022 bekräftades det att Karlsson skrivit ett ettårsavtal med den finska klubben Kalevan Pallo i Liiga. Månaden därpå, den 14 september, gjorde han debut i Liiga, i en 3–1-seger mot Saimaan Pallo. Karlsson gick mållös ur grundserien och stod för sju assistpoäng. Laget slutade på femte plats i grundserien och ställdes i slutspelet mot Pelicans. I denna kvartsfinalseries sjätte match gjorde Karlsson sitt första mål i Liiga, och för KalPa, då han fastställde slutresultatet 5–1 och utjämnade matchserien till 3–3. Karlsson gjorde ytterligare ett mål i den avgörande matchen då Pelicans vann med 3–2. På sju slutspelsmatcher stod han för två mål och en assist.
Den 28 juli 2023 bekräftades det att Karlsson förlängt sitt avtal med Kalevan Pallo med ytterligare en säsong. Kort därefter meddelades det att Karlsson ådragit sig en skada under träning, vilken tvingade honom till operation. Detta medförde att Karlsson missade en stor del av grundserien, där han gjorde comeback i januari 2024. Totalt spelade han 25 grundseriematcher där han stod för en assistpoäng. Kalevan Pallo slutade på sjunde plats i serien och tog sig till semifinal i det efterföljande slutspelet, efter att ha slagit ut Vasa Sport (2–0) och Ilves (4–1). I semifinal föll man mot Tappara med 4–1 och man förlorade sedan även den följande bronsmatchen mot Kärpät, med 3–2.
Efter två säsonger i Liiga bekräftades det den 29 juli 2024 att Karlsson skrivit ett tvåårsavtal med den norska klubben Vålerenga Ishockey i EHL. Laget slutade på fjärde plats i grundserien och i det efterföljande slutspelet slogs man ut av Storhamar i semifinalserien med 4–0 i matcher. Totalt spelade han 45 matcher för klubben och stod för ett mål och fyra assist. Trots ett år kvar på kontraktet bekräftades det i april 2025 att han lämnat klubben och den 27 maj samma år meddelades det att Karlsson återvänt till Kalevan Pallo, med vilka han skrivit ett tvåårsavtal.

## Statistik
| 2011–12       | Tranås AIF         | Div. 1        | 2   | 0  | 0  | 0  | 0   | —  | — | — | — | —  |
| 2012–13       | Linköping HC       | Elitserien    | 4   | 0  | 0  | 0  | 2   | —  | — | — | — | —  |
| 2012–13       | HC Vita Hästen     | Div. 1        | 2   | 0  | 0  | 0  | 2   | —  | — | — | — | —  |
| 2013–14       | Mora IK            | HA            | 52  | 0  | 3  | 3  | 59  | 6  | 0 | 0 | 0 | 0  |
| 2014–15       | Linköping HC       | SHL           | 50  | 0  | 4  | 4  | 28  | 11 | 0 | 0 | 0 | 8  |
| 2015–16       | Linköping HC       | SHL           | 50  | 4  | 4  | 8  | 18  | 6  | 0 | 2 | 2 | 0  |
| 2016–17       | Linköping HC       | SHL           | 48  | 2  | 9  | 11 | 8   | 6  | 0 | 1 | 1 | 0  |
| 2017–18       | Linköping HC       | SHL           | 48  | 2  | 2  | 4  | 36  | 7  | 0 | 0 | 0 | 8  |
| 2018–19       | Linköping HC       | SHL           | 47  | 4  | 9  | 13 | 51  | —  | — | — | — | —  |
| 2019–20       | Cleveland Monsters | AHL           | 52  | 2  | 9  | 11 | 32  | —  | — | — | — | —  |
| 2020–21       | HV71               | SHL           | 30  | 0  | 2  | 2  | 8   | —  | — | — | — | —  |
| 2020–21       | Linköping HC       | SHL           | 13  | 0  | 0  | 0  | 4   | —  | — | — | — | —  |
| 2021–22       | Vienna Capitals    | ICEHL         | 42  | 1  | 6  | 7  | 20  | 11 | 1 | 0 | 1 | 0  |
| 2022–23       | Kalevan Pallo      | Liiga         | 49  | 0  | 7  | 7  | 41  | 7  | 2 | 1 | 3 | 2  |
| 2023–24       | Kalevan Pallo      | Liiga         | 25  | 0  | 1  | 1  | 10  | 13 | 1 | 1 | 2 | 2  |
| 2024–25       | Vålerenga Ishockey | EHL           | 35  | 1  | 4  | 5  | 10  | 10 | 0 | 0 | 0 | 0  |
| SHL totalt    | SHL totalt         | SHL totalt    | 290 | 12 | 30 | 42 | 155 | 30 | 0 | 3 | 3 | 16 |
| HA totalt     | HA totalt          | HA totalt     | 52  | 0  | 3  | 3  | 59  | 6  | 0 | 0 | 0 | 0  |
| Div. 1 totalt | Div. 1 totalt      | Div. 1 totalt | 4   | 0  | 0  | 0  | 2   | —  | — | — | — | —  |